# Neuro-2a
Neuro-2a是快速生長的小鼠神經母細胞瘤細胞系。Neuro-2a細胞目前已被用於研究神經突的生長、神經毒性、阿茲海默症、哺乳動物細胞系的非對稱性細胞分裂、腺病毒轉導及狂犬病的診斷。

## 特徵
Neuro-2a細胞起源於小鼠，具有神經元和變形蟲幹細胞的形態，可以根據環境因素進行細胞分化，而已分化的細胞具有神經元的許多特性，例如神經纖維絲。這些細胞可能因經過多次傳代而對毒素的反應不同於活生物體內的神經元細胞。Neuro-2a細胞合成大量的微管，因此容易受到單純皰疹病毒和脊髓灰質炎病毒等的感染，這些病毒會改變細胞的形態和生理學。

## 外部連結
- N2a at ATCC (CCL-131)（页面存档备份，存于）
- N2a at ECACC (89121404)（页面存档备份，存于）
- Cellosaurus entry for N2a（页面存档备份，存于）